# Публий Корнелий Лентул Марцеллин (консул 18 года до н. э.)
Публий Корнелий Лентул Марцеллин (лат. Publius Cornelius Lentulus Marcellinus) (около 52 — после 18 до н. э.) — видный римский военный и политический деятель.
Публий Корнелий Лентул Марцеллин — сын Публия Корнелия Лентула Марцеллина, квестора и монетария.
Был избран консулом на 18 год до н. э..